# Bystrzyca (dopływ Odry)
Bystrzyca (niem. Weistritz, Schweidnitzer Weistritz) – rzeka, lewy dopływ Odry o długości 101,49 km.

## Przebieg i opis
Rzeka płynie w województwie dolnośląskim, odwadnia znaczny obszar Sudetów Środkowych. Jej źródła znajdują się pod Leszczyńcem w Górach Suchych będących częścią Gór Kamiennych, na wysokości około 618 m n.p.m., powyżej Bartnicy. W swoim górnym biegu rozdziela Góry Suche na południowym zachodzie oraz Góry i Pogórze Wałbrzyskie na zachodzie od położonych w jej zakolu na wschód Gór Sowich i części Wzgórz Włodzickich, ciągnących się na południowym wschodzie. Jej górski bieg powyżej krawędzi na linii sudeckiego uskoku brzeżnego w Bystrzycy Górnej liczy około 26 km. Poniżej rzeka przepływa przez Przedgórze Sudeckie i Nizinę Śląską. Przepływa przez Bartnicę, Kolce, Głuszycę, Jedlinę-Zdrój, Olszyniec, Jugowice, Lubachów, Zagórze Śląskie, Bystrzycę Górną, Burkatów, Bystrzycę Dolną, Świdnicę, Kąty Wrocławskie oraz osiedla Wrocławia: Leśnicę, Złotniki, Stabłowice, Marszowice, Pracze Odrzańskie. We Wrocławiu uchodzi do Odry na wysokości około 110 m n.p.m.
Dopływami Bystrzycy są: Otłuczyna (lewy dopływ), Złota Woda (lewy dopływ), Rybna (lewy dopływ), Jedlina (lewy dopływ), Jaworzyna (prawy dopływ), Walimka (prawy dopływ), Mydlana Woda (lewy dopływ), Młynówka (prawy dopływ), Złotnica (lewy dopływ), Młynówka (lewy dopływ), Witoszówka (lewy dopływ), Piława (prawy dopływ), Jabłoniec (lewy dopływ), Czarna Woda (prawy dopływ), Strzegomka (lewy dopływ), Ryńka (Chrząścina) (prawy dopływ), Łękawica (lewy dopływ), Stabłówka (lewy dopływ), Rogożówka (prawy dopływ) i wiele potoków bezimiennych, zwłaszcza w górskim biegu.
Na Bystrzycy zbudowano dwa sztuczne zbiorniki – Jezioro Bystrzyckie i Zbiornik Mietkowski. W dolnym biegu utworzono w 1998 r. Park Krajobrazowy Dolina Bystrzycy.
We Wrocławiu na rzece zbudowano następujące mosty i kładki:
- most Brodzki
- most Jarnołtowski
- most Marszowicki
- most Ratyński
- mosty Średzkie
- kładka Złotnicka
- kładka Leśnicka